# Кланрикард
Кланрикарды, также известные как Мак-Уильям Уахтар (Верхний Мак-Уильям) или Голуэйские Берки — гэльская линия нормандского происхождения дома Берков в Ирландии.

## Территория
Территория, на которой сейчас находится графство Голуэй в Ирландии, простиралась от баронства Клэр на северо-западе вдоль границ графства Мейо, до реки Шаннон на востоке.

## Название
Кланрикард — это гэльский титул, означающий «семья Ричарда», или «Глава семьи Ричарда». Ричардом, о котором идет речь, был Ричард Мор де Бург, 1-й лорд Коннахта (умер в 1243 году), сын Уильяма де Бурга, чей праправнук стал первым клановым вождем в 1330-х годах. Этот титул был впервые записан в 1335 году и, вероятно, использовался неофициально в течение нескольких поколений. Однако с наступлением гражданской войны в клане де Бург 1333—1338 годах оно стало обозначать главу Берков Верхнего или Южного Коннахта, обосновавшегося, в основном, на территории нынешнего восточного и центрального графства Голуэй. Одновременно оно использовалось для описания земель, которыми владела семья.
Титул «Мак Уильям Уахтар» также использовался как синоним. Это был гэльский титул, означающий «сын верхнего Уильяма (де Бурга)». Он использовался, чтобы отличить Берков Верхнего или Южного Коннахта от их двоюродных братьев, Бурков Нижнего или Северного Коннахта, которые были известны как Мак Уильям Иохтар.
Однако он никогда не использовался так широко, как термин Кланрикард, и в любом случае был оставлен к концу XVI века.
В 1543 году 12-й вождь клана Кланрикард Улик Берк (1538—1544) получил титул 1-го графа Кланрикарда от короля Англии Генриха VIII Тюдора.

## Кланрикарды или Мак Уильям Уахтар 1333—1544
- Сэр Улик Берк (1333—1353), сын Уильяма Лиата де Бурга (? — 1324)
- Ричард Ог Берк (1353—1387), старший сын предыдущего
- Улик ан Фиона Берк (1387—1424), старший сын предыдущего
- Уильям Мак Улик Берк (1424—1430), младший брат предыдущего
- Улик Руад Берк (1430—1485), племянник предыдущего, сын Улика ан Фионы Берка
- Улик Фионн Берк (1485—1509), второй сын предыдущего
- Ричард Ог Берк (1509—1519), младший брат предыдущего
- Улик Ог Берк (1519—1520), племянник предыдущего, сын Улика Фионна Берка
- Ричард Мор Берк (1520—1530), младший брат предыдущего, сын Улика Фионна Берка
- Джон мак Ричард Мор Берк (1530—1536), дядя предыдущего, сын Ричарда мак Эдмунда Берка из Роскама (? — 1517), внук Улика Фионна Берка
- Ричард Баках Берк (1536—1538), сын Улика Фионна Берка
- Улик на гКеанн Берк (1538—1544), сын Ричарда Мора Берка, 9-го Кланрикарда (1520—1530). С 1543 года — 1-й граф Кланрикард в системе Пэрства Ирландии.

## Генеалогическое древо
- Уолтер де Бург из замка Бург, графство Норфолк, жена — Элис
  - Уильям де Бург (ум. 1206) женат на дочери Домналла Мора О’Брайена, короля Томонда
    - Ричард Мор де Бург, 1-й лорд Коннахт (ум. 1243), женат на Эгидии де Ласи
      - Сэр Ричард де Бург, 2-й лорд Коннахт (ум. 1248)
      - Уолтер де Бург, 1-й граф Ольстер (ум. 1271)
        - Ричард Ог де Бург, 2-й граф Ольстер (1259—1326)
          - Джон де Бург (1286—1313), женат на Элизабет де Клер
            - Уильям де Бург, 3-й граф Ольстер (1312—1333), бы женат на Мод Ланкастер
              - Элизбает де Бург, 4-я графиня Ольстер (1332—1363), муж — Лайонел Антверп, 1-й герцог Кларенс
                - Филиппа Плантагенет, 5-я графиня Ольстер (1355—1382), муж — Эдмунд Мортимер, 3-й граф Марч
                - Роджер Мортимер, 4-й граф Марч, 6-й граф Ольстер (1374—1398)
                  - Эдмунд Мортимер, 5-й граф Марч, 7-й граф Ольстер (1391—1425)
                  - Анна Мортимер (1388—1411), муж — Ричард Конисбург, 3-й граф Кембридж
                    - Ричард Плантагенет, 3-й герцог Йоркский, 8-й граф Ольстер (1411—1460)
                      - Эдуард IV (Эдвард, 4-й герцог Йоркский, 9-й граф Ольстер) (1442—1483)
                        - Йоркский дом (Короли и королевы Англии и Ирландии)

          - Эдмонд де Бург
            - Сэр Ричард Берк
              - Уолтер Берк (ум. 1432)
                - Берки из Каслконнелла и Бриттаса (Клануильям)

              - Уилеаг Карраг Беркe
                - Берки из Cois tSiúire (Клануильям)

            - Сэр Дэвид Берк
              - Берки из Muskerryquirk (Клануильям)

          - Элизабет, королева Шотландии (ум. 1327), муж — Роберт I Брюс, король Шотландии

        - Теобальд де Бург
        - Уильям де Бург
        - Томас де Бург
        - Эгидия де Бург

      - Уильям Ог де Бург (ум. 1270)
        - Уильям Лиат де Бург (ум. 1324)
          - Сэр Уолтер Лиат де Бург, ум. 1332
          - Сэр Эдмонд Альбанах де Бург (ум. 1375), 1-й Мак Уильям Иохтар (Лоуэр Мак Уильям), (графство Мейо)
            - Мак Уильямы Иохтары, виконты Мейо и графы Мейо

          - Джон де Бург (1350—1398), канцлер Кембриджского университета
          - Ричард ан Фхорбхайр де Бург
            - Сэр Улик де Бург (ум. 1343/1353), 1-й Мак Уильям Иохтар (Верхний Мак Уильям) или Кланрикард (графство Голуэей)
              - Ричард Ог Берк (ум. 1387)
                - Уилк ан Фионна Берк
                  - Кланрикарды, Графы и маркизы Кланрикард

            - Раймунд де Бург
            - Уолтер Ог де Бург

          - Раймунд де Бург
          - Улик де Бург из Умхолла

      - Элис де Бург
      - Марджери де Бург
      - Матильда де Бург

    - Хьюберт де Бург, епископ Лимерика (ум. 1250)
    - Уильям де Бург, шериф Коннахта

  - Хьюберт де Бург, 1-й граф Кент (ум. 1243)
    - Джон де Бург
    - Хьюберт де Бург
    - Хьюберт де Бург
      - Бароны де Бург

  - Джеффри де Бург, епископ Эли (ум. 1228)
  - Томас де Бург